# Edifício da Sociedade Beneficente União Fraterna
O Edifício da Sociedade Beneficente União Fraterna é um prédio histórico, tombado pelo Conselho Municipal de Preservação do Patrimônio Histórico, Cultural e Ambiental da Cidade de São Paulo – CONPRESP em 1994. Concentra as atividades da União Fraterna, fundada em 1925 a partir da fusão entre a Sociedade Ítalo Brasileira de Mútuo Socorro (1907) e o Mútuo Socorro Centro Operário (1922) e localizada no distrito da Lapa, Zona Oeste da cidade de São Paulo.
Próximo à Estação Água Branca da CPTM e um local de fácil acesso, no encontro entre as ruas Guaicurus e Faustolo, destaca-se por seu conjunto arquitetônico, datado do início da década de 1930. Em meio a diversos galpões abandonados e fábricas desativadas, é um dos únicos edifícios antigos em pleno funcionamento na região.
Nos dias atuais possui, além do direcionamento filantrópico da própria sociedade beneficente, uma função comercial. Frequentemente são oferecidos serviços com foco na comunidade de idosos e a realização de eventos e bailes de diversas celebrações, uma vez que seu salão principal pode ser alugado previamente.

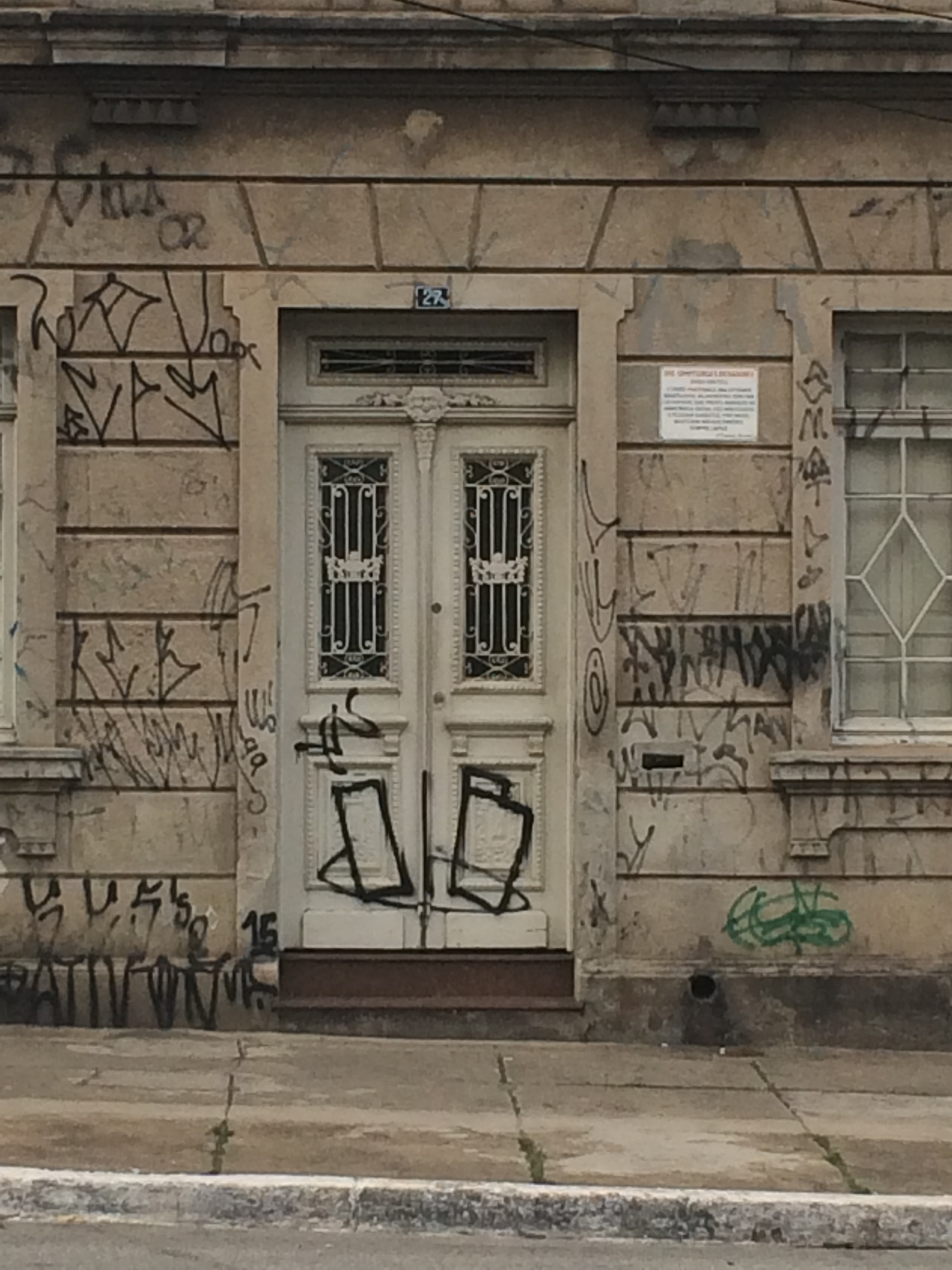
Uma das portas laterais do edifício-sede da União Fraterna e seu atual estado de conservação

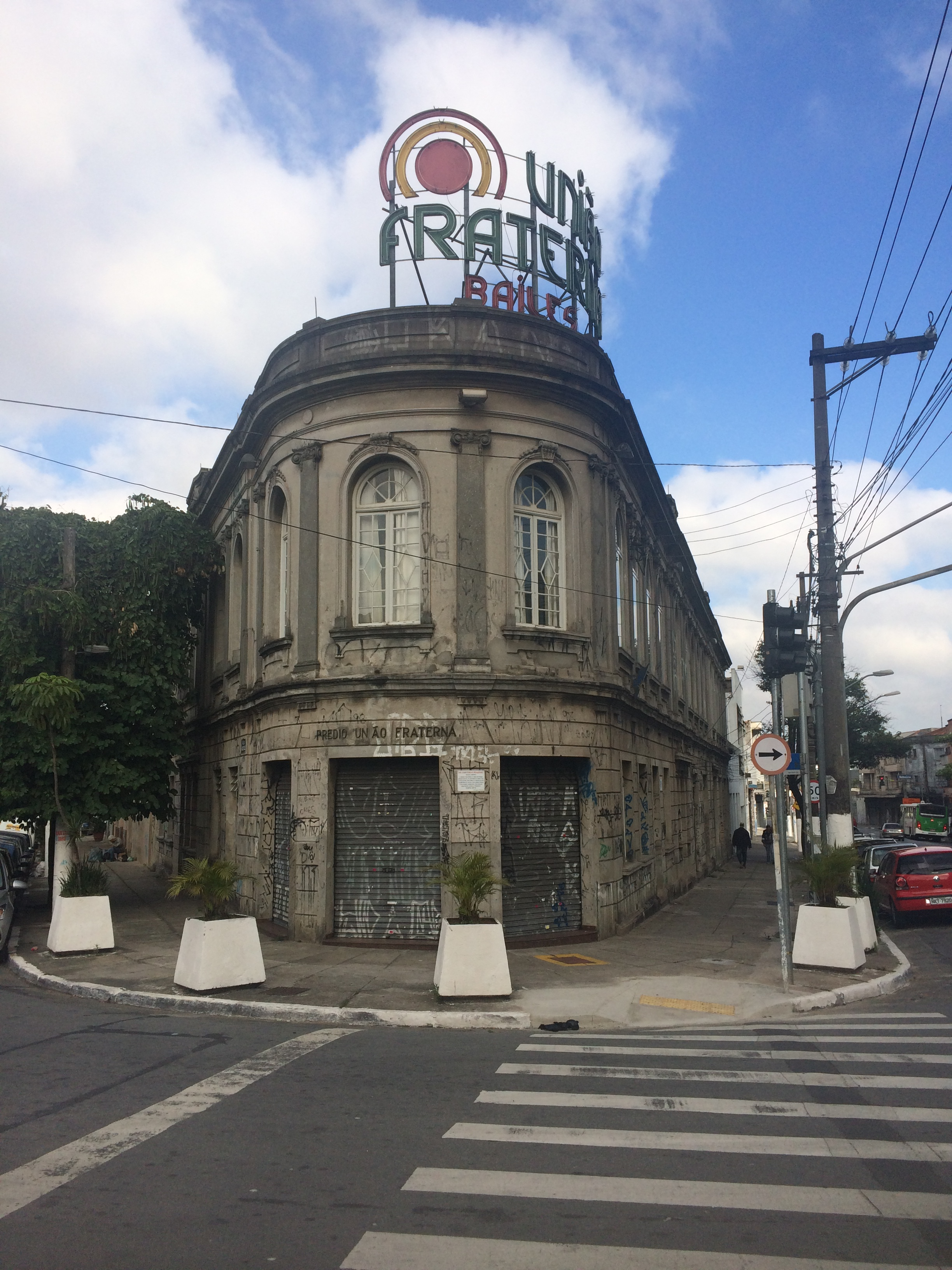
A localização do edifício é privilegiada, na esquina das ruas Guaicurus e Faustolo

## História
O histórico do edifício-sede da União Fraterna se mistura com o nascimento da própria instituição. Após a fundação da entidade em 1925, sob o nome de Sociedade de Mútuo Socorro União Fraterna da Água Branca, o terreno para construção do prédio foi adquirido em outubro de 1928. O nome oficial foi alterado em 1976, para o atual Sociedade Beneficente União Fraterna 
A construção iniciou-se em 1932, sendo projetada pelos arquitetos José Viandana, Ítalo Catalani e Ricieri Pinotti. O primeiro foi o responsável técnico pela obra até agosto do ano seguinte, quando a deixou por divergências. Arnaldo Ricci foi o substituto, assumindo a posição até que o mesmo fosse finalizado.
Desde sua fundação, o intuito da União Fraterna consistia em oferecer assistência aos seus associados, como serviços médicos, odontológicos e previdenciários.  Além disso, o salão nobre do edifício, localizado no pavimento superior, constantemente recebeu bailes e festas, importantes na captação de recursos e também fomentadores essenciais da atividade noturna na região à época. Em 1964, foi declarada como Utilidade Pública, na Lei 8.178, por seus serviços dedicados à filantropia.

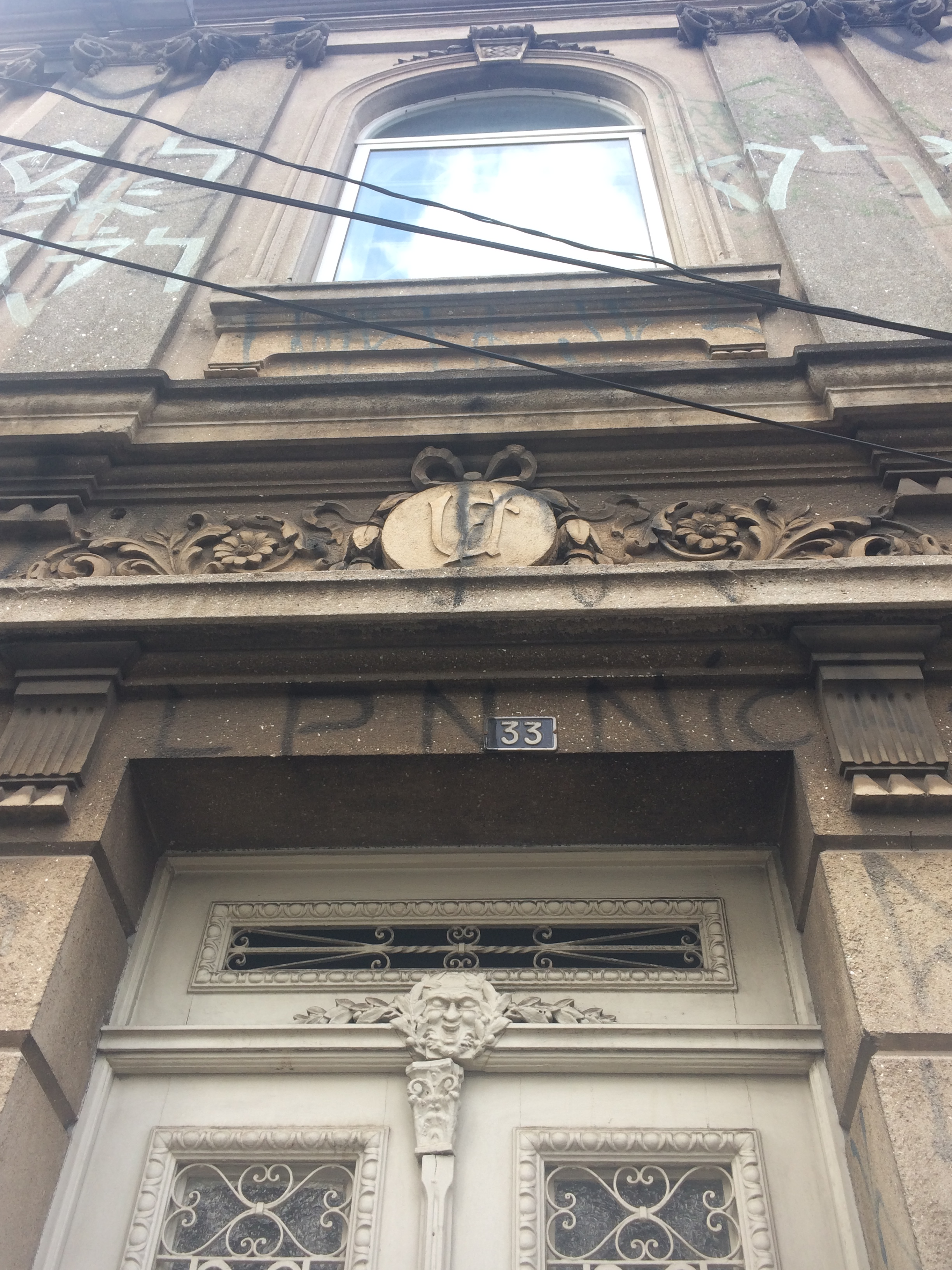
Apesar de preservar detalhes de sua arquitetura, o edifício encontra-se com a fachada pichada

## Características arquitetônicas
A edificação assobradada é considerada de estilo eclético tardio, uma vez que não entrava nos padrões dos edifícios que começavam a ser erguidos no início da década de 30, a maioria de arquitetura modernista. O processo de construção contou com alvenaria de tijolos, telhas de barro, além de portas laterais de madeira e frontais de ferro ondulado, sendo preservadas originais até os dias atuais.. 
Antes do tombamento pelo CONPRESP, em 1994, o edifício sofreu modificações quanto ao projeto original de sua construção. Foram executadas obras de expansão interna do prédio, com banheiros e ampliação do salão principal de eventos. Apesar das mudanças, o aspecto arquitetônico exterior do prédio foi preservado sem alterações.

## Significado histórico e cultural
Construída em meio ao efervescente bairro da Lapa, na primeira metade do século XX, a União Fraterna destaca-se por ser o único edifício da época ainda em plena utilização e funcionamento na região. É também uma referência no que diz respeito às sociedades de socorro mútuo, que auxiliavam os trabalhadores e associados a receber atendimento médico e financeiro, em um momento de escassez de recursos públicos destinados a esta finalidade.
Em um contexto mais atual, possui importante impacto junto à comunidade da Terceira Idade da Lapa. Constantemente, são oferecidos cursos de diversas temáticas, como artesanato, atividades físicas e artes plásticas. Os tradicionais bailes, dedicados aos idosos associados, também vigoram até os dias de hoje, resgatando a memória dos tempos áureos do edifício.

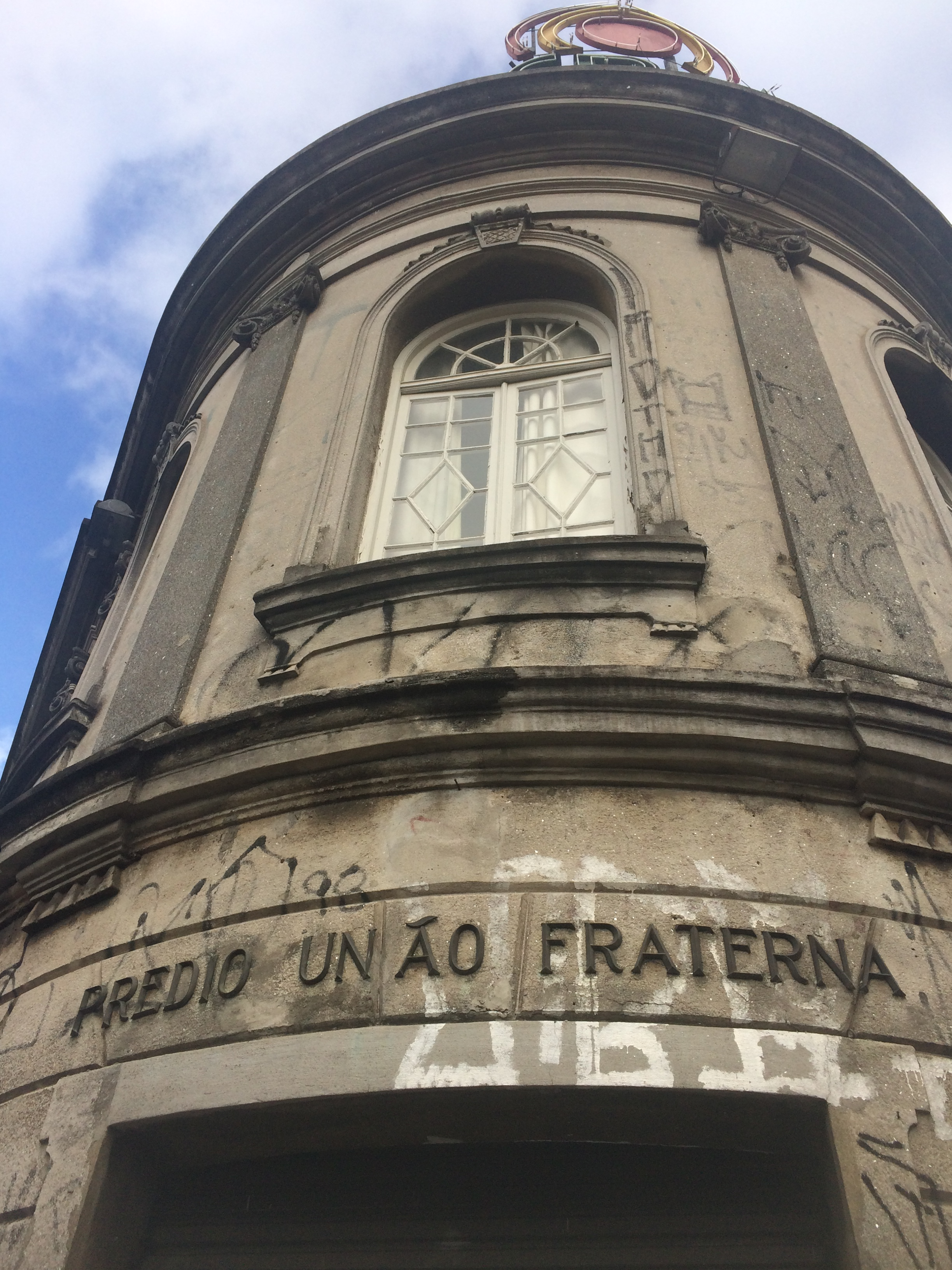
Detalhe do edifício da União Fraterna, ponto de referência histórico da região da Lapa

### Tombamento
O processo de tombamento do edifício-sede da União Fraterna junto ao CONPRESP foi aberto em setembro de 1992, pela Administração Regional da Lapa (atualmente Subprefeitura da Lapa). O relato que solicitou a transformação do prédio em patrimônio histórico da cidade de São Paulo destaca a relevância do local acerca das sociedades mutualistas da imigração italiana, no qual consiste o auxílio mútuo entre os beneficiários e a União Fraterna.
O parecer favorável de tombamento foi assinado por Vilma Lúcia Gagliardi, diretora da Divisão de Preservação do Departamento de Patrimônio Histórico (DPH), em 1994. Orlando Zanfelice, Presidente da União Fraterna por mais de 20 anos, foi o responsável pela proposta e articulação do tombamento do prédio.

### Na mídia
Famosa por seu imponente salão, palco de bailes e jantares dançantes, a União Fraterna foi palco do longa-metragem Chega de Saudade, dirigido pela cineasta paulistana Laís Bodanzky. Lançado em 2008, o filme narrou a história de vários personagens em uma única noite dentro de um clube de dança e bailes. Contou com as atuações de Tônia Carrero, Betty Faria, Cássia Kiss e Paulo Vilhena.

## Estado atual
Apesar do bom estado de conservação do projeto arquitetônico, a pintura do edifício-sede da União Fraterna encontra-se bastante deteriorada pela ação de terceiros. Rabiscos, pichações e vidros quebrados são elementos visíveis no prédio. A proposta de um projeto para restauração do edifício foi realizada em janeiro de 2014 por Eudóxios Anastassiadis, presidente do Instituto Anastassiadis. O mesmo é atual diretor vice-presidente administrativo da União Fraterna até dezembro de 2016, após uma iniciativa de co-gestão entre ambas as entidades.
O processo de restauro ainda não foi iniciado, por depender da captação de recursos oriundos da Lei Federal de Incentivo à Cultura. Atualmente, oferece também serviços de locação para eventos. O salão nobre da União Fraterna, que serve em vários momentos como palco de bailes e festas organizados pela própria entidade, pode ser alugado por terceiros para realização dos mesmos. Mediante consulta, o locatário recebe a estrutura de mesas e cadeiras disponibilizadas pela instituição para o evento agendado.

## Galeria

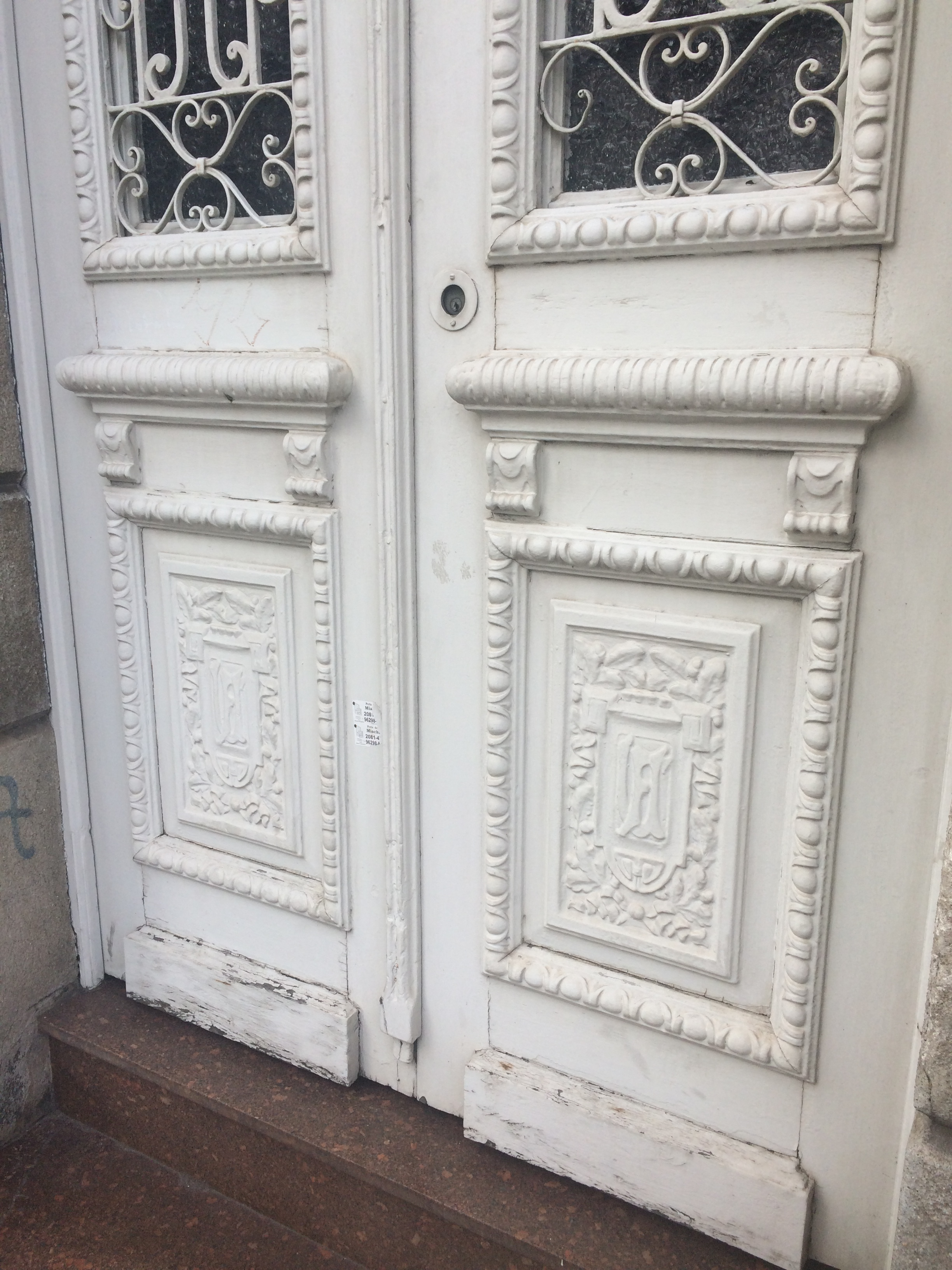
Detalhe da porta lateral do edifício da União Fraterna
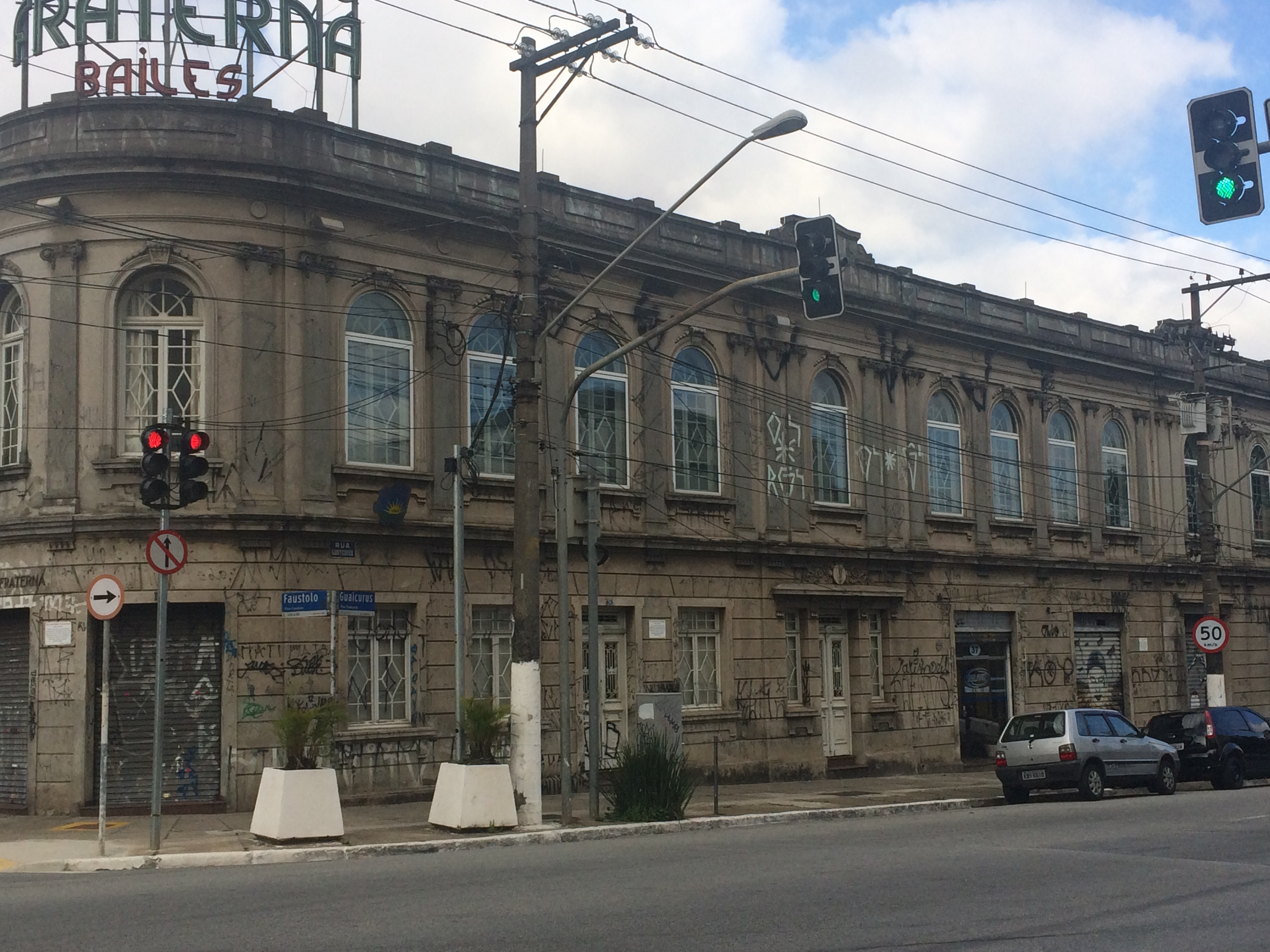
Vista geral do prédio, pela rua Guaicurus
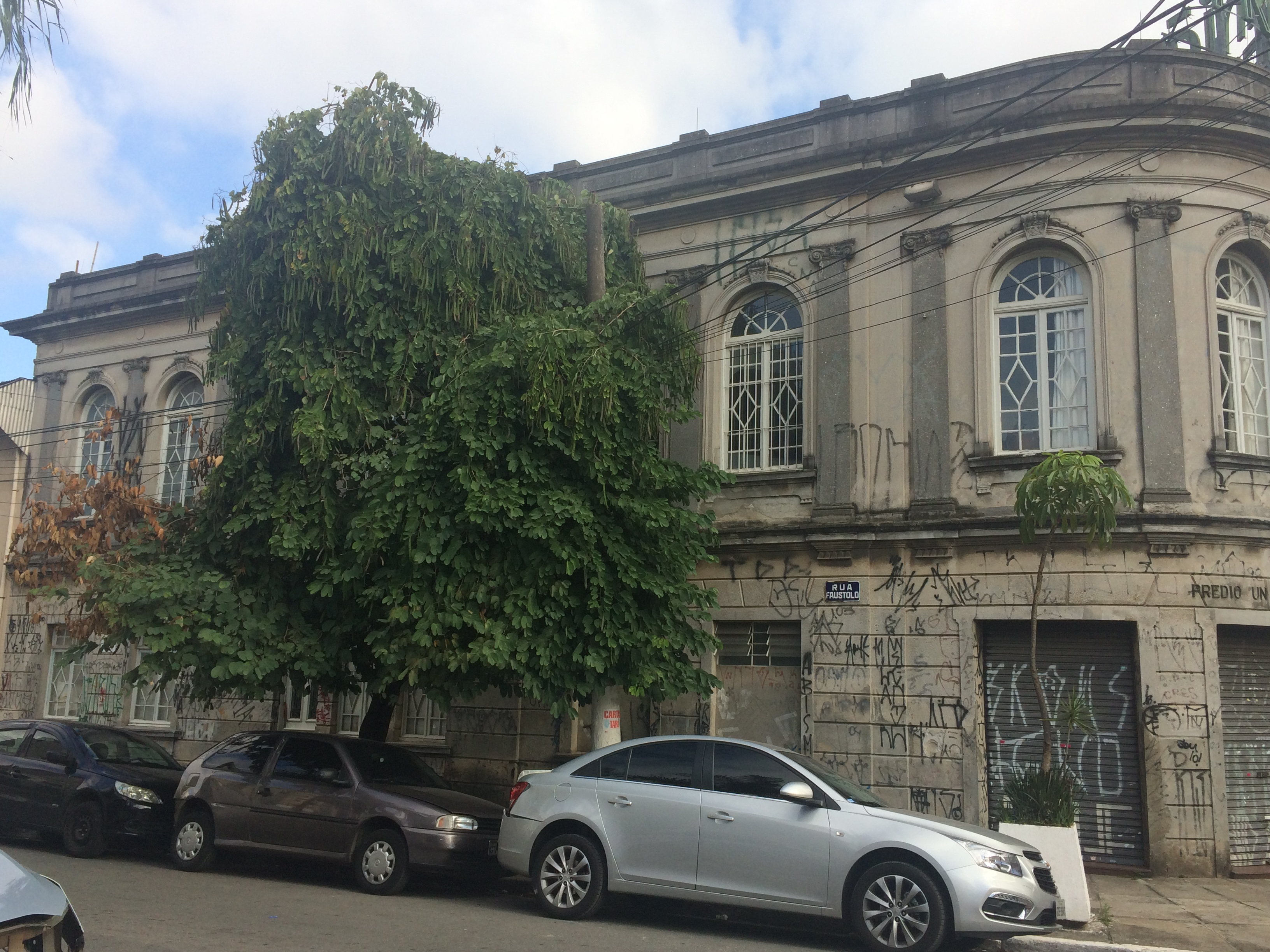
Parte do edifício localizado na rua Faustolo
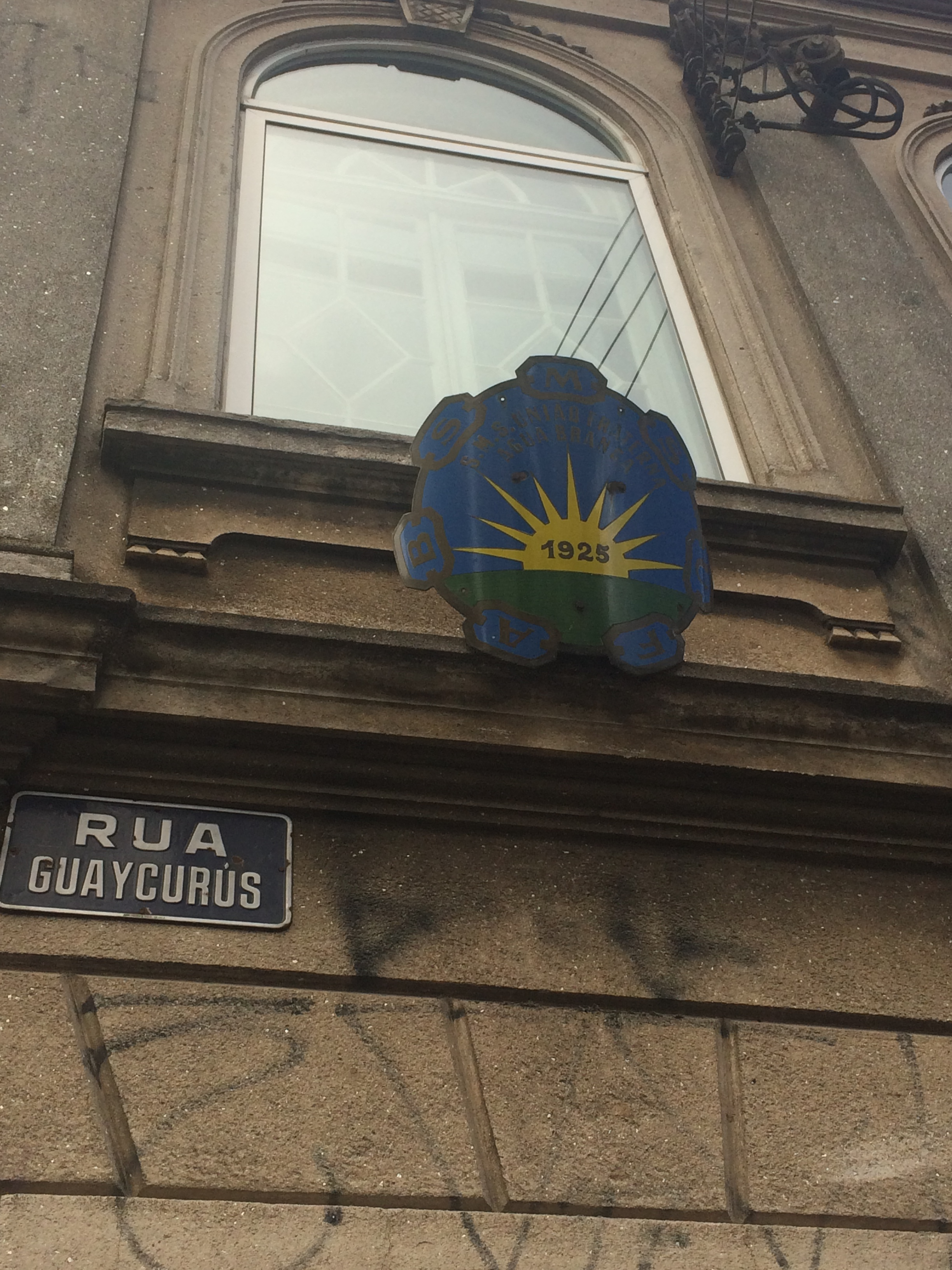
Detalhe acima da porta principal do prédio, que destaca o ano de fundação da União Fraterna
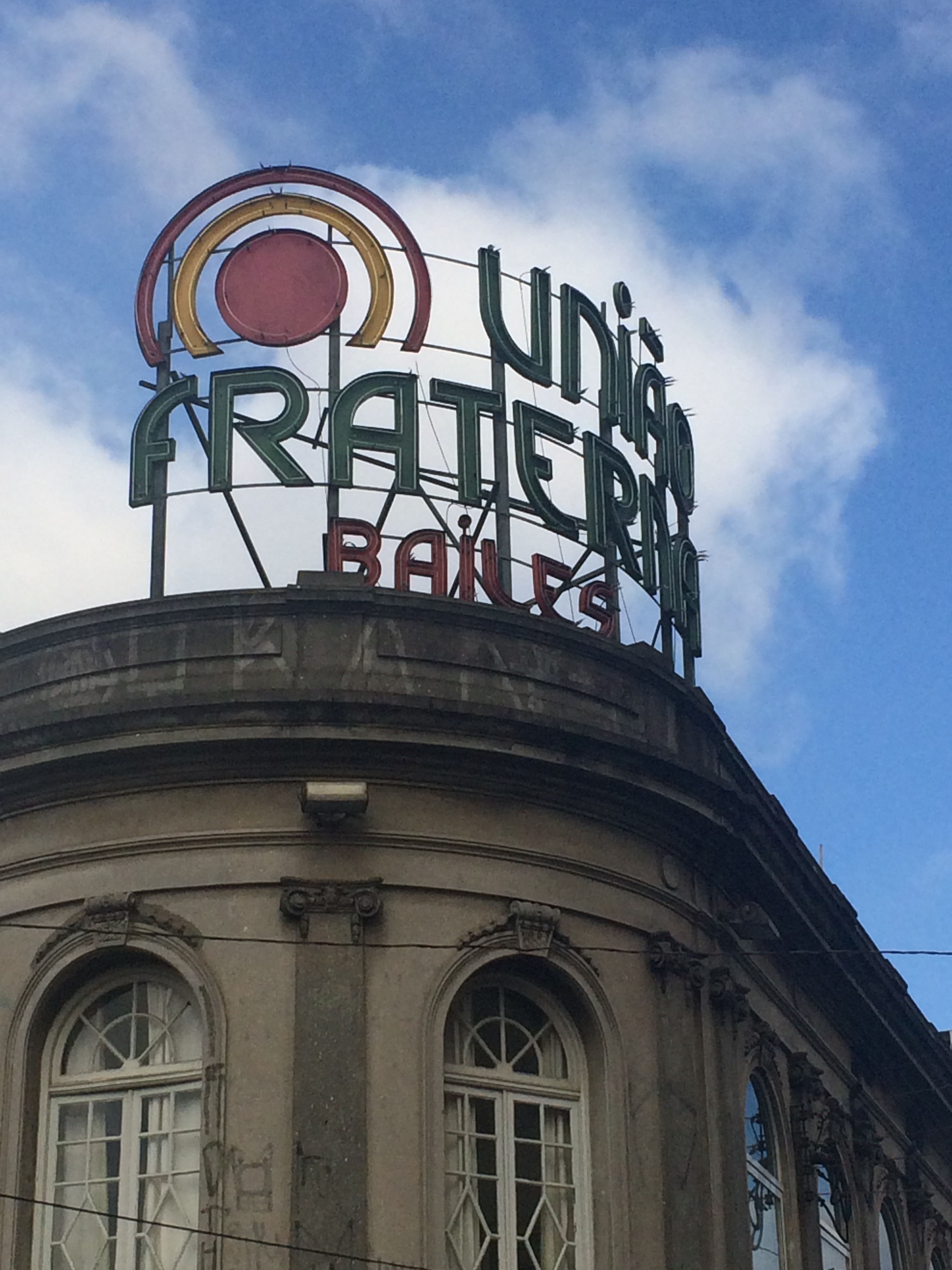
Letreiro da União Fraterna, célebre salão de bailes e festas da Zona Oeste paulistana